# حاجی‌لر (گدابیگ)
حاجی‌لر (به لاتین: Hacılar) یک منطقه مسکونی در جمهوری آذربایجان است که در شهرستان گدابیگ واقع شده است. حاجی‌لر ۲۱۵۶ نفر جمعیت دارد.